# بنفشه گل‌ریز
بنفشه گل‌ریز (نام علمی: Viola kitaibeliana) نام یک گونه از سرده بنفشه است. جنس بنفشه در ایران ۱۴ گونه گیاه علفی یکساله یا چند ساله دارد.